# Buick Enclave
La Buick Enclave è un crossover SUV mid-size (precedentemente full-size) prodotto dalla Buick dal 2008; nel 2018 ne è stata presentata la seconda serie.

## La prima serie (2007-2017)

### Il contesto
Il modello è stato lanciato nel maggio del 2007 per il model year 2008. La Enclave, la GMC Acadia, la Chevrolet Traverse, e la Saturn Outlook condividono tutte il pianale Lambda della General Motors. La Enclave è stata mostrata per la prima volta al salone dell'automobile di Detroit del 2006 come concept car. Quest'ultima è stato il primo veicolo, costruito sul pianale Lambda, ad essere presentato al pubblico. La Enclave deriva parzialmente dalla Buick Centieme, vale a dire una concept car basata a sua volta sulle monovolume Rainier e Terraza.

### Caratteristiche
La Enclave, di norma, può ospitare sette passeggeri. Però, con un'opzionale seconda fila di sedili costituita da un divanetto che sostituisce i due sedili singoli, l'abitabilità aumenta ad otto posti. Questo optional è installato di serie sulle versioni a trazione anteriore, ma è ordinabile su richiesta sui modelli a trazione integrale.
La Enclave condivide i gruppi motopropulsori con gli altri modelli basati sulla piattaforma Lambda. Nel suo primo anno di produzione, la Enclave è stata dotata di un motore High Feature V6 da 3,6 L di cilindrata e 275 CV di potenza. Nel 2009 è stato introdotto un motore V6 dalla stessa cilindrata, ma con fasatura variabile ed iniezione diretta. Esso eroga 286 CV di potenza e 346 N•m di coppia. Questo motore offre una curva di coppia più ampia. I modelli basati sul pianale Lambda sono assemblati a Lansing, nel Michigan, con la produzione della Enclave che è iniziata l'11 aprile 2007. Il primo esemplare ha poi raggiunto i concessionari alla fine del mese citato. La Enclave ha debuttato ad un prezzo di 32.790 dollari.
La Enclave è commercializzata con un solo tipo di carrozzeria, crossover SUV quattro porte. Il motore è montato anteriormente, mentre la trazione può essere integrale oppure anteriore. L'unico cambio disponibile è il 6T75 automatico a sei rapporti.
La Enclave è spesso apprezzata per il suo ampio bagagliaio e per il fatto di essere a scocca portante, invece che a telaio separato. È anche apprezzata per essere uno dei veicoli più silenziosi tra quelli in listino negli Stati Uniti, oltre che per la qualità degli interni.

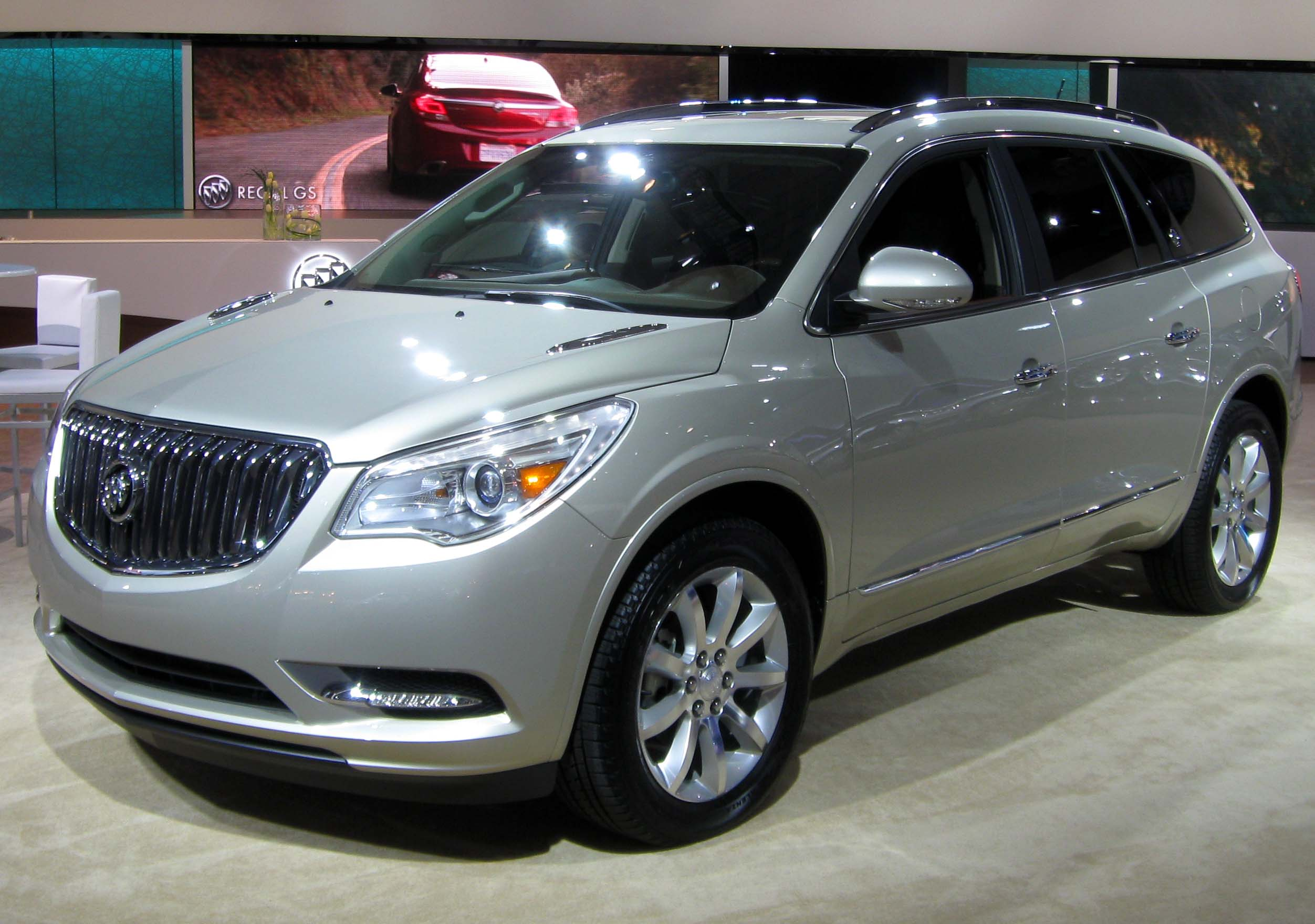
Una Buick Enclave del 2013

Nel suo primo anno di commercializzazione, la Enclave è spesso criticata per il suo cambio a sei rapporti, che è giudicato lento nelle scalate. Al contrario, il gruppo motopropulsore montato dal 2009 è considerato più adatto per le coppie elevate.
Inizialmente le vendite della Enclave sono state molto alte, con la domanda che superava la capacità produttiva. Ciò ha obbligato la General Motors ad aggiungere una terza linea produttiva nello stabilimento di Lansing.
La Enclave è stata sottoposta ad un restyling nel 2012. Lanciata per il model year 2013, la versione rivista del modello ha debuttato il 3 aprile 2012 al salone dell'automobile di New York. Esso possiede una linea rinnovata che comprende una nuova calandra cromata con disegno a cascata, dei fanali anteriori allo xeno con luci diurne a LED e dei fanali posteriori anch'essi a LED. Per quanto riguarda gli interni, è stato ridisegnato il cruscotto. Quest'ultimo è stato dotato di materiali più morbidi, di inserti in legno e cromati, di luci interne blu e di un sistema multimediale IntelliLink con display touch screen. Tra l'equipaggiamento relativo alla sicurezza, sono presenti sette airbag, incluso, come novità assoluta nel settore automobilistico, un airbag frontale installato in posizione centrale.

### I mercati
Le vendite negli Stati Uniti ed il Canada sono iniziate nel 2007 per il model year 2008. Nel 2008 la General Motors ha cominciato l'esportazione del modello in Cina.
Il marchio Buick è stato rilanciato in Messico nel model year 2010. Nell'occasione, tra i modelli introdotti, era presente anche la Enclave.

## La seconda serie (dal 2017)
La seconda generazione viene rivelata ufficialmente il 14 aprile 2017 al New York Auto Show. Si differenzia dalla precedente per la nuova piattaforma, il pianale GM C1XX, derivato dalla nuova versione della piattaforma Epsilon, utilizzata dalla Opel Insignia B e dalla Chevrolet Malibu Mk9 (e dai derivati Chevrolet Traverse e GMC Acadia), e dalla nuova taglia, non più full-size ma mid-size. Rinnovata anche l'estetica, ora ispirata alla Buick Regal Tour X.